# Niko Grafenauer
Niko Grafenauer (Ljubljana, 5 december 1940) is  een Sloveens dichter, essayist, literair historicus, uitgever en vertaler. Hij staat vooral bekend als schrijver van populaire kinderboeken, en voor zijn actieve medewerking in het Sloveense publieke leven. Hij is vooral actief in conservatieve en conservatief-liberale kringen. 

## Leven
Niko Grafenauer is geboren in Ljubljana, Slovenië (toen het Koninkrijk Joegoslavië) op 5 december 1940. Grafenauer is geboren in een arm arbeidersgezin. In zijn eerste levensjaar stierven zijn beide ouders. Hij groeide op bij zijn oudere zus in het stadje Velike Lašče. Hij ging naar school in Cerknica. Aan de universiteit van Ljubljana studeerde hij vergelijkende literatuurwetenschap en algemene literatuurwetenschap. Hij studeerde af in 1969, onder supervisie van de bekende literaire historicus en filosoof Dušan Pirjevec. Nu leeft hij in Ljubljana en is actief lid van verschillende burgermaatschappij-bewegingen. Hij is lid van het SAZU, slovenska akademija znanosti in umetnosti (Sloveense academie van wetenschap en kunst).

## Werk
Grafenauer begon te publiceren in de jaren ’50. Hij publiceerde voornamelijk in het magazine Sodobnost (moderniteit). In 1982 was hij een van de oprichters van het alternatieve oppositie-magazine Nova revija (nieuw tijdschrift). In de jaren ’90 en het begin van de jaren 2000 was Grafenauer de hoofdredacteur van dit magazine.
Hij begon kinderverhalen te schrijven, waarvan de bekendste de collectie Pedenjped is. Pedenjped gaat over een koppig en onhandig deugnietje dat tegelijkertijd zelfstandig en creatief is.
Grafenauer ging van kinderverhalen over naar meer reflectieve poëzie onder invloed van filosofie.

## Prijzen
Niko Grafenauer kreeg tweemaal de Jenkovaprijs, in 1986 voor Palimpseste en in 1999 voor Odtise. Hij kreeg de Kajuhova-prijs in 1984 voor Skrivnosti. In 1980 kreeg hij zijn eerste Levstikovaprijs voor Nebotičniki, sedite. De tweede kreeg hij in 1987 voor Majhnico en een derde in 2007 voor zijn levenswerk. Hij kreeg eveneens een Prešerenprijs, de belangrijkste literatuurprijs van Slovenië. Die kreeg hij in 1997 voor literair werk. Voor het vertalen van werken van buitenlandse dichters kreeg hij de Sovretovaprijs in 1996.

### Poëzie
- Večer pred praznikom (1962)
- Stiska jezika (1965)
- Štukature (1975)
- Pesmi (1979)
- Pesmi (tezamen met S. Makarovič en T. Šalamunom) (1979)
- Palimpsesti (1984)
- Izbrisi (1989)
- Samota (1990)
- Dramilo v pedesetih epigramih Nika Grafenauerja (1992)
- Odtisi (1999)
- Nočitve (2005)

### Jeugdpoëzie
- Pedenjped (1966)
- Živali na dvorišču (1970)
- Živali v gozdu (1970)
- Živali na polju (1970)
- Domače živali (1970)
- Kaj je na koncu sveta (1973)
- Sredi polja rdeči mak (1974)
- Kadar boben ropota (1974)
- Avtozaver (1976)
- Abeceda (1977)
- Zmajček razgrajaček (1978)
- Kaj ima sonce najraje (1979)
- Nebotičniki, sedite (1981)
- Lokomotiva, lokomotiva (1981)
- Skrivnosti (1983)
- Stara Ljubljana (1983)
- Kam pelje vlak (1983)
- Sonce nad vodometi (1984)
- Možbeseda Pedenjped (1994)
- Kadar glava nad oblaki plava

### Kinderverhalen
- Majhnica (1987)
- Majhnica in Katrca Škrateljca (1987)
- Mahajana in druge pravljice o Majhnici (1990)

### Essays
- Josip Murn-Aleksandrov (1965)
- Pesniški svet Srečka Kosovela (1965)
- Kritika in poetika (1974)
- Izročenost pesmi (1982)
- Album slovenskih pisateljev (z L. Suhodolčanom) (1983)
- Tretja beseda (1991)

- Bibsys: 8082890
- Bibliothèque nationale de France: cb128887381 (data)
- CiNii: DA12854149
- Gemeinsame Normdatei: 119337029
- International Standard Name Identifier: 0000 0001 1055 1787
- Library of Congress Control Number: n85009267
- Nationale Bibliotheek van Tsjechië: js20020805913
- Nationale bibliotheek van Australië: 35785771
- Nationale en Universitaire bibliotheek Zagreb: 000000409
- Nederlandse Thesaurus van Auteursnamen: 400902958
- Réseau des bibliothèques de Suisse occidentale: 02-A027539779
- Système universitaire de documentation: 183311825
- Virtual International Authority File: 37045752
- WorldCat: E39PBJvRRR3KPVpdf9dGrYdYT3